# Новоселье (Омская область)
Новосе́лье — село в Кормиловском районе Омской области России, административный центр Новосельского сельского поселения.
Основано в 1896 году
Население — 680 человек (2010)

## География
Село расположено в лесостепи в пределах Барабинской низменности, относящейся к Западно-Сибирской равнине. В окрестностях села сохранились осиново-берёзовые колки. Распространены лугово-чернозёмные солонцеватые и солончаковые почвы. Высота центра населённого пункта — 109 метров над уровнем моря.
По автомобильным дорогам село расположено в 22 км от районного центра посёлка Кормиловка и 68 км от областного центра города Омск. Ближайшая железнодорожная станция расположена в посёлке Кормиловка.
Климат умеренный континентальный (согласно классификации климатов Кёппена-Гейгера — тип Dfb). Среднегодовая температура положительная и составляет +1,0 °С, средняя температура самого холодного месяца января −18,1 °C, самого жаркого месяца июля +19,5 °С. Многолетняя норма осадков — 383 мм, наибольшее количество осадков выпадает в июле — 63 мм, наименьшее в марте — 13 мм.
Часовой пояс
Новоселье, как и вся Омская область, находится в часовой зоне МСК+3. Смещение применяемого времени относительно UTC составляет +6:00.

## История
В 1893 году ссыльный Лобов Дмитрий Павлович обосновал себе заимку. В 1895 году в районе заимки Лобова был сформирован переселенческий участок. В 1896 году прибыли первые поселенцы. В 1898 году началось строительство церкви (действовала до 1932 года). В 1914 году на общественные деньги была построена церковно-приходская школа.
В 1917 году в Лобовке был создан революционный комитет. В гражданскую войну многие мужчины ушли в Красную Армию, других мобилизовали в белую армию Колчака. Советская власть установлена в 1920 году. Лобовку переименовали в Новоселье.
В 1923 году в селе организован крестьянский кооператив и открыт первый магазин. В 1924—1984 годах действовала мельница, в 1927 году был открыт маслозавод. В 1929 году в Новоселье была создана коммуна. В 1931 году организован колхоз. В разные годы колхоз назывался: «Второй большевистский сев», имени Берии, имени Маленкова, имени XXI съезда КПСС.
В 1992 году колхоз имени XXI съезда КПСС был преобразован в акционерное общество «Новосельское», затем в АОЗТ «Новосельское», СПК «Новосельское», с 2002 года — СПК «Нива».

## Население
| 2010 |
| ---- |
| 680  |